# Peter Alexander
Peter Alexander (født 30. juni 1926 i Wien, død 12. februar 2011 i Wien) var en østrigsk sanger og skuespiller. Han var døbt Peter Alexander Ferdinand Maximillian Neumayer. 